# Władysław Pogoda

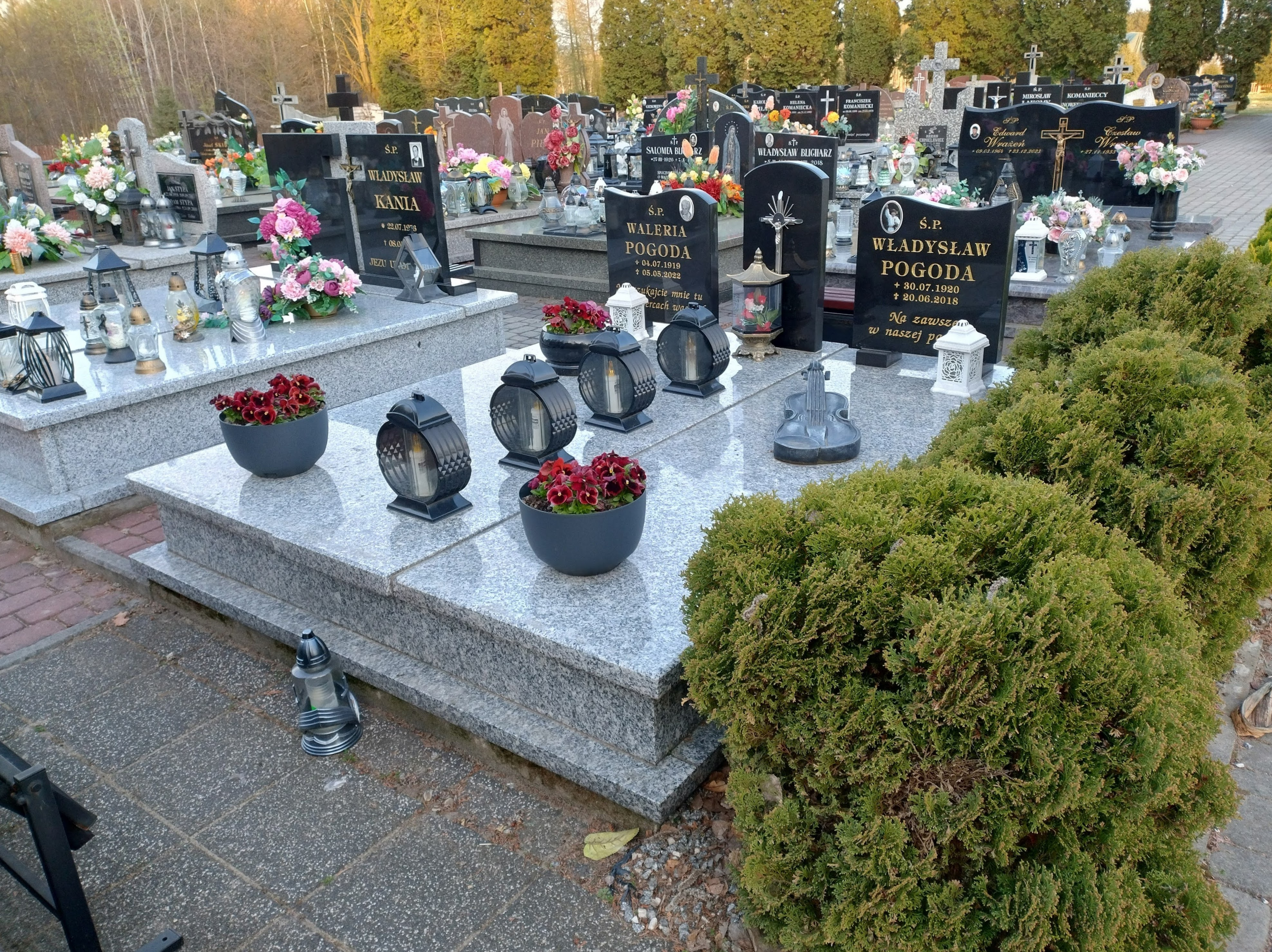
Nagrobek Władysława i Walerii Pogoda na cmentarzu parafialnym w Kosowach (2025)

Władysław Pogoda (ur. 30 lipca 1920 w Hucinie, zm. 20 czerwca 2018) – polski skrzypek i śpiewak ludowy. Jedna z najwybitniejszych osobowości polskiego folkloru. Założyciel Kapeli Władysława Pogody.

## Życiorys
Jako kilkuletni chłopiec samodzielnie tworzył instrumenty muzyczne i uczył się gry u okolicznych muzykantów. Swoją pierwszą kapelę weselną stworzył mając 16 lat. Jako kilkunastoletni chłopiec został wywieziony na przymusowe roboty do Niemiec.
W 2000 wystąpił jako skrzypek Szymek w filmie fabularnym Niech gra muzyka. Dorobek artystyczny Władysława Pogody to m.in.: Nagroda Ministra Kultury Sztuki im Oskara Kolberga dla Kapeli Władysława Pogody (1996), I miejsce w Przeglądzie Kapel Ludowych w Leżajsku (1999), I Nagroda dla Władysława Pogody w Ogólnopolskim Konkursie Gawędziarzy, Instrumentalistów, Śpiewaków, Pytacy i Mowy Starosty Weselnego Sabałowe Bajania w Bukowinie Tatrzańskiej (2003), III nagroda na Festiwalu Kapel i Śpiewaków Ludowych w Kazimierzu nad Wisłą (2006). Występował m.in. w Teatrze Wielkim w Warszawie, w Klubie „Stodoła”. Nagrywał dla Polskiego Radia, występował w telewizji.
Odznaczony Medalem za Długoletnie Pożycie Małżeńskie (1996), Złotym Krzyżem Zasługi (2010), Odznaką honorową „Zasłużony dla Województwa Podkarpackiego” (2014), a w 2020 pośmiertnie Krzyżem Kawalerskim Orderu Odrodzenia Polski (2020).
Został pochowany 25 czerwca 2018 na cmentarzu w Kosowach.
Był żonaty z Walerią (zm. 2022, w momencie śmierci była najstarszą mieszkanką gminy Niwiska), z którą miał pięcioro dzieci.

## Dyskografia
- Kapela Władysława Pogody (1996)
- Lasowiacki dom (2008)
- Kuszenie Władysława (2008)
- Władek na święta (2008)
- Z komody Władka Pogody – płyta Władysława Pogody nagrana wraz z Pawłem Steczkowskim (2009)[11]
- Władysław Pogoda z kapelami (2016)[12]